# Saga d'Egill Skallagrímson

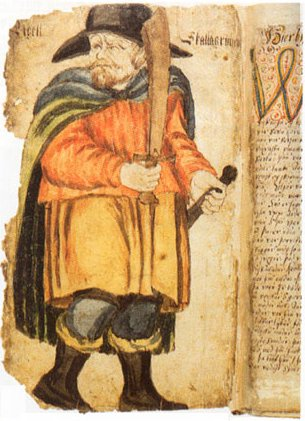
Egill Skallagrímsson en un manuscrit del s. XVII de la Saga d'Egill

La Saga d'Egill Skallagrímson és una saga islandesa, que per la semblança amb altres obres que apareixen en Heimskringla, degué ser escrita a la primeria del segle xiii per Snorri Sturluson. El seu protagonista és l'skald i viking Egill Skallagrímsson.

## Argument
La família d'Ulf Bjalfason (de malnom Llop nocturn) viu a Fyrðafylki (Fjordane), prop del Sogn, Noruega. Els fills d'Ulf són Skalla-Grímr Kveldulfsson (de malnom Grímr el Calb) i Thorolf Kveldulfsson.
Com a hersir al servei del rei, Thorolf fa tots els possibles per satisfer el monarca Harald I de Noruega tot i que molts envejosos el perjudiquen de manera covarda amb infàmies fins que el rei, instigat per les males arts del seu seguici, el mata en una emboscada. El seu pare Ulf ja havia tingut disputes per les instigacions contra el seu fill i per això mai va voler jurar lleialtat a la corona.
Seguint la tradició d'honor i fidelitat pel llinatge familiar, Olvir Hnufa i Skalla-Grímr van a la cort a demanar-hi justícia i wergeld (compensacions), però el rei els n'expulsa. Skalla-Grímr, el seu pare Ulf i Ketil Thorkelsson es prenen la justícia per la mà i maten els instigadors. El clan familiar es veu obligat a escapar i dirigir-se a Islàndia.
A Islàndia descobreixen un altre món, i prenen possessió de terres conforme els ritus tradicionals. Skalla-Grímr es casa i té dos fills: Tórólfr (en honor germà assassinat, amb qui té certa semblança) i Egill Skallagrímsson, semblant a son pare, gran, tosc i taciturn.
Egill amb tres anys ja domina el kenning com un skald adult; amb set anys mata un company de jocs d'una destralada, Grím Heggsson, que era quatre anys major, perquè s'havia burlat d'ell. Amb 17 anys convenç el seu germà Þórólfr per anar a la seua primera expedició vikinga.
Egill visita Noruega, on ara governa Eric el Saguinari i Gunnhild. Durant un banquet, crida l'atenció pel seu aguant com a bevedor i en una batussa travessa amb l'espasa un convidat, Atleyjar, i fuig després de recitar l'escena amb estrofes hàbils i insultants.
Participa en la conquista vikinga d'Anglaterra i allí perd el seu estimat germà Þórólfr. Torna a Noruega i es casa amb la vídua del seu germà, Asgerd. Després de dotze anys d'incursions vikingues torna a Islàndia amb un gran prestigi. Al 945, torna a Noruega per resoldre un plet i es reprén el conflicte amb el rei Eric i Gunnhild, sobretot amb ella, que era intrigant i bruixa.
Egill mata un fill del rei per seguir amb una maledicció, i erigeix un Nídstöng (bastó de la infàmia) amb la intenció que els esperits els expulsen del país. Al cap de poc temps els monarques es veuen obligats a exiliar-se.
Egill desconeix l'exili reial perquè havia tornat a Islàndia, per acompanyar son pare en el llit de mort. El turmenta la depressió, la falta d'activitat, i torna a la mar, però naufraga a la costa anglesa i casualment acaben a Northúmbria, on es troben Eric i Gunnhild. El seu amic Arinbjorn Herse és confident del rei i l'aconsella lliurar-se, però el monarca no aprecia el gest de valor i el condemna a mort a l'alba. Arinbjørn li aconsella que escriga un poema de lloança al rei i així ho fa, i aconsegueix l'admiració de tots els presents en la forca: obliga al rei a perdonar-lo de mala gana.
Egill fuig a Noruega i viu noves aventures, també a Värmland, Suècia.
En tornar a Islàndia de nou, el seu fill predilecte Bödvar mor ofegat i amb l'anterior mort d'un altre fill per malaltia, s'enfonsa anímicament i decideix deixar-se morir. És la seua filla Thorgerd qui aconsegueix traure'l del abaltiment i li recomana que escriga per als seus fills morts i compon Sonatorrek.
Egill, ja vell, esdentegat, mig sord i quasi cec, mor sense aconseguir veure el seu darrer desig, vessar tot l'or anglés del danegeld aconseguit en les seues expedicions i gaudir de veure els seus compatriotes lluitant entre ells per recollir les monedes en el thing de Grímur Svertingsson.